# 크리스토퍼 코넬리

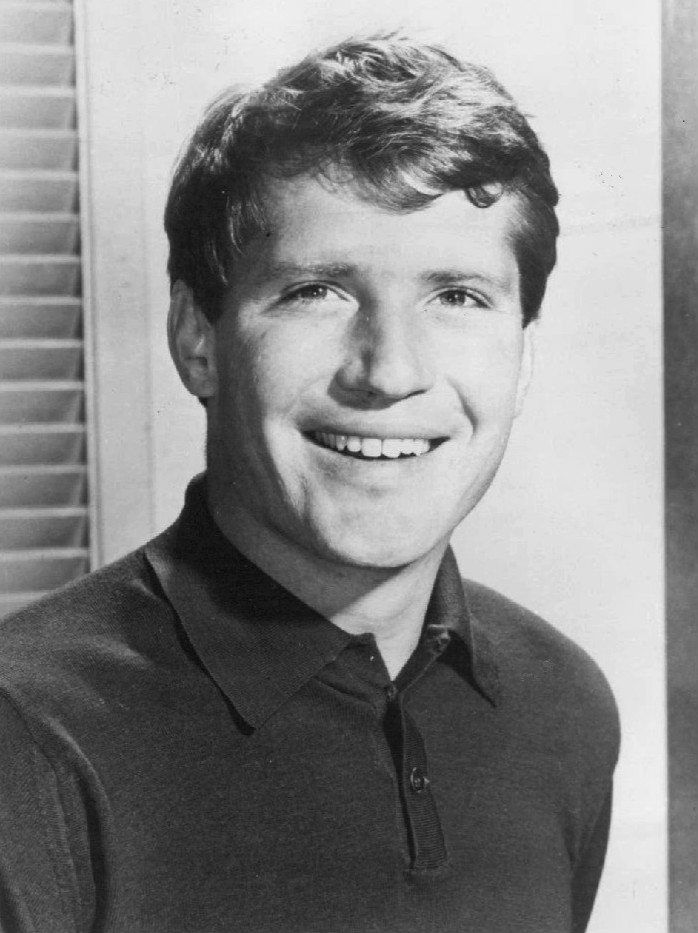

크리스토퍼 코넬리(Christopher Connelly, 1941년 9월 8일 ~ 1988년 12월 7일)는 미국의 배우, 텔레비전 배우, 영화배우이다.
위치토에서 태어났으며 버뱅크에서 사망하였다. 사인은 폐암이다.  포리스트 론 메모리얼 파크에 매장되었다.

## 영화
- 장고 2 - 돌아온 장고 (1987년) - 엘 디아블로 올로스키 역
- 스트라이크 코만도 (1987년)
- 에어울프 - 시리즈 (1984년) - 세인트 존 호크 역
- 맨하탄 베이비 (1982년)
- 브롱크스의 전사들 (1982년)
- 라이어스 문 (1982년)
- 외계인 가족 소동 (1981년)
- 화성 연대기 (1980년)
- 꿈꾸는 낙원 (1978년)
- 바이킹의 혈투 (1978년)
- 벤지 (1974년)
- 의혹의 그림자 (1972년)
- 아이언 사이드 (1967년)
- 페이튼 플레이스 - TV 시리즈 (1964년)
- 루이자의 선택 (1964년)
- 무브 오버, 달링 (1963년)
- 딜론 보안관 (1955년)
- 디즈니랜드 (1954년) - 킷 카슨 역